# パリ条約 (1259年)
パリ条約（仏Traité de Paris）は、1259年にイングランド王とフランス王の戦争を終結し、プランタジネット家のフランス内領土問題を解決した、ヘンリー3世とルイ9世の間の条約。
イングランドでは国王であるヘンリー3世が、フランス王であるルイ9世に対して臣下の礼をつくす条件で、ガスコーニュとアンジューの一部を領地とすることが認められた。また、すでにジョン王のとき失っていたフランスでの領土、チャネル諸島を除くノルマンディー、メーヌ、アンジュー、アキテーヌ、ポワトゥーの請求権をヘンリーが放棄した。一方ルイ9世は、紋章からイングランドを示すサポータをはずし、イングランド王家の相続権を放棄した。
現実にはイングランド王とフランス王は対等であったが、イングランド王はフランス諸侯であるアンジュー伯を兼ねているために（同君連合）、諸侯としてフランス王の臣下となった。のち、フランスのカペー朝が断絶した際には、母系を通じての継承権を主張し、百年戦争を引き起こす原因となった。なお、イングランド王家はフランス革命戦争期の1801年までフランス王を自称し続けた。